# عظاءة شائكة متوجة
العظاءة الشائكة المتوجة (الاسم العلمي: Acanthosaura coronata)، هو نوع من الزواحف يتبع جنس عضرفوط شائك القفا ضمن فصيلة العضرفوطيات ضمن رتبة الحرشفيات.